# سوزان جانسون (شناگر)
سوزان جانسون (به انگلیسی: Susan Johnson) (زادهٔ ۲۸ اوت ۱۹۶۹) شناگر اهل ایالات متحده آمریکا است.